# 劉坤億
劉坤億（1964年－），中華民國政府官員、公共管理學者，畢業於世新編採科副學士、興大夜間部（今北大台北校區進修部）公行系學士、政大公行系碩、博士，為民主進步黨籍前桃園市市長鄭文燦團隊核心成員，現任國營臺鐵公司董事，曾任桃園捷運公司董事長、桃園國際機場公司董事、桃園市文基會董事、桃園市政府首任研考會主委、桃園市政府兩岸小組執秘、退輔會榮民榮眷基金會獨董、原文會監察人、中正中心監察人、台灣軌道工程學會理事長、台灣智慧航空城產業聯盟副會長、台灣軌道經發學會理事、台灣鐵道觀光協會理事、台灣地方治理學會理事、台灣透明組織監事、台北市政府考評委、行政院政府服務品質獎評委、行政院人行局研究員、考試院命題委員、考試院保訓會顧問、國立臺北大學創新創業中心籌備主任、國立臺北大學職涯發展中心首任主任、國立臺北大學學務處課指組組長、玄奘學院公事系兼任助理教授及《中國時報》實習新聞記者等職，行事風格略嚴、也極具開明創新，在任內化解萬難促成機場捷運正式通車，對鄭文燦市府負有重大貢獻，並著有回憶錄《直達美好：桃園機場捷運通車營運實錄》或學術研究《臺灣推動行政法人化之經驗分析》等書。

## 主要著作
- 2022年：
  - 《直達美好：桃園機場捷運通車營運實錄》
- 2005年：
  - 《臺灣推動行政法人化之經驗分析》
- 2004年：
  - 《行政學名家選粹（一）》
    - （與許道然、李允傑、吳復新、許立一、熊忠勇多人合譯）
- 2001年：
  - 《英國政府治理模式變革之研究》
    - （國立政治大學公共行政系博士論文）
- 2000年：
  - 《政府未來的治理模式》
    - （與孫本初、許道然、熊忠勇、黃建銘多人合譯）
- 1999年：
  - 《企業型政府：理念、實務、省思》
    - （與江岷欽合著）
- 1996年：
  - 《官僚體制革新之研究：企業型官僚體制理論及其評估》
    - （國立政治大學公共行政系碩士論文）

## 外部連結
- 劉坤億的Facebook專頁